# Vendel
A Vendel a német Wendelin név rövidülése, ez pedig a Wendelmar névből ered. A Wendel névelem jelentése valószínűleg vandál (egy néptörzs neve).  Női párja: Vendelina.

## Gyakorisága
Az 1990-es években igen ritka név, a 2000-es években nem szerepel a 100 leggyakoribb férfinév között.

## Névnapok
- október 20.[2]

## Híres Vendelek
- Szent Vendel
- Kiss Vendel műsorvezető, programigazgató
- Nagy Vendel, szekszárdi költő, író, lapszerkesztő
- Vigvári Vendel, válogatott vízilabdázó

### Más
- Vendel a Bogyó és Babóca sorozat szarvasbogara